# William Hornbeck
William Hornbeck (Los Angeles, 23 agosto 1901 – Ventura, 19 ottobre 1983) è stato un montatore statunitense.
Fu candidato quattro volte per l'Oscar al miglior montaggio, premio che conseguì grazie al film Un posto al sole (1951). Tra le altre opere principali per le quali è ricordato, i film La vita è meravigliosa (1946), Il cavaliere della valle solitaria (1953), Il gigante (1956) e Non voglio morire (1958).

## Filmografia
- Ali che non tornano (Q Planes), regia di Tim Whelan - supervisore al montaggio (1939)
- La spia in nero (The Spy in Black), regia di Michael Powell (1939)
- Le quattro piume (The Four Feathers), regia di Zoltán Korda - supervisore al montaggio (1939)
- La vita è meravigliosa (It's a Wonderful Life), regia di Frank Capra (1946)
- Singapore, regia di John Brahm (1947)
- Un posto al sole (A Place in the Sun), regia di George Stevens (1951)
- Il cavaliere della valle solitaria (Shane), regia di George Stevens (1953)
- Il gigante (Giant), regia di George Stevens (1956)
- Non voglio morire (I Want to Live!), regia di Robert Wise (1958)